# Hi Q Quiz
Hi Q Quiz, scritto anche Hi-Q-Quiz sulle copertine o Hi-Q Quiz su schermo, è un videogioco di quiz pubblicato nel 1988-1989 per gli home computer Amstrad CPC, BBC Micro, Commodore 64, Electron e ZX Spectrum dalla Blue Ribbon Software, etichetta economica appartenente alla CDS Software. In modo simile a Trivial Pursuit, si svolge su un tabellone dove si avanza tirando un dado, e ha quattro categorie di domande in inglese: scienza, sport, storia/geografia e arte/intrattenimento.
Venne sviluppato originariamente dai fratelli svedesi Åke e Henrik Andersson, dei quali sono noti anche i videogiochi Tankattack e Wulfpack.